# Greg Costikyan
Œuvres principales
- Série Cups and Sorcery
- Space O.P.A.

Greg Costikyan, né le 22 juillet 1959 à New York, parfois connu sous le pseudonyme de « Designer X », est un créateur de jeux de rôle, développeur de jeux vidéo et écrivain américain. Il a travaillé à la West End Games, ainsi que chez Steve Jackson Games, où il a participé au développement de Toon avec Warren Spector.
La carrière de Costikyan couvre presque tous les genres de jeux existants, y compris les wargames à base d'hexagones, les jeux de rôle, les jeux de plateau, les jeux de cartes, les jeux vidéo, les jeux en ligne et les jeux sur mobiles. Plusieurs de ses jeux ont remporté les Origins Awards. Il a cofondé Manifesto Games (en), maintenant fermé, avec Johnny Wilson en 2005.

## Biographie

### Vie personnelle et éducation
Greg Costikyan est le fils de l'avocat et politicien Edward N. Costikyan (en) et de Frances (Holmgren) Costikyan. Lui et Warren Spector, un concepteur de jeux, sont amis depuis le lycée. Il est diplômé en 1982 (B.S.) de la Brown University. Il a épousé Louise Disbrow (analyste en valeurs mobilières), le 4 septembre 1986. Ils ont trois enfants. Il intervient fréquemment lors d'événements de l'industrie du jeu, notamment la Game Developers Conference et E³.

### Carrière
Greg Costikyan est concepteur de jeux depuis les années 1970. Costikyan a travaillé chez Simulation Publications (en) (SPI) jusqu'à sa fermeture par TSR en 1982 ; il a rejoint West End Games en 1983:186. En 1983, son jeu Bug-Eyed Monsters (en) a fait entrer West End Games dans les genres de la science-fiction et du fantastique, et l'année suivante, il a accordé une licence à West End Games pour la publication de son jeu de rôle Paranoïa après avoir essayé en vain de trouver un éditeur:186-187. Costikyan conçoit Toon (1984) pour Steve Jackson Games après l'avoir développé à partir d'une idée suggérée par Jeff Dee ; Costikyan estime que le système de jeu est essentiellement « arbitraire » et que le thème du jeu est bien plus important:104. West End Games a acquis une licence pour créer un jeu basé sur Star Wars, et Costikyan a conçu Star Wars : The Roleplaying Game, publié en 1987, avec l'aide de Doug Kaufman et d'autres concepteurs de jeux de rôle:190.
Costikyan et Eric Goldberg (en) ont quitté West End Games en janvier 1987, pour former l'éphémère Goldberg Associates:191. Lorsque West End Games a déclaré faillite en 1998, Costikyan et Goldberg ont essayé de récupérer les droits de Paranoïa ; bien que le fondateur de West End Scott Palter (en) ait essayé de s'y opposer, un juge a rendu les droits aux créateurs en 2000:194. Costikyan a conçu le jeu de rôle Violence (1999) sous le pseudonyme de « Designer X » pour Hogshead Publishing (en) et s'est assuré que le jeu serait largement disponible en le publiant sous une licence Creative Commons:306-307. Costikyan et Goldberg ont concédé la licence Paranoïa à Mongoose Publishing, qui a commencé à produire de nouveaux ouvrages pour le jeu en 2004:398.
Costikyan a été le PDG de Manifesto Games, une start-up dont la vocation était de fournir une voie viable vers le marché pour les jeux informatiques développés indépendamment. Il a ensuite travaillé comme consultant pendant plusieurs années avant de rejoindre Guerillapps en tant que concepteur de jeu principal en mars 2010 pour développer son jeu Trash Tycoon pour Facebook. En mai 2011, il rejoint Disney Playdom en tant que concepteur de jeux senior et en janvier 2014 assume le même rôle chez Loop Drop. En juin 2015, Costikyan rejoint Boss Fight Entertainment en tant que concepteur de jeux senior.
Il a écrit sur les jeux, la conception des jeux et les questions commerciales de l'industrie du jeu pour des publications telles que le New York Times, le Wall Street Journal Interactive (en), Salon, The Escapist, Gamasutra, et Game Developers Magazine, et est l'auteur de romans de science-fiction,.
Il a donné des conférences sur la conception de jeux dans des universités telles que l'Université IT de Copenhague, l'Université d'art et de design d'Helsinki, le RPI (Rensselaer Polytechnic Institute) et la Stony Brook University.
En 2019, Costikyan et Goldberg ont tous deux rejoint Playable Worlds, une startup de jeux axée sur la production d'un MMORPG dont le nom n'a pas encore été dévoilé.

## Œuvres

### Jeux
Parmi les œuvres notables de Costikyan, on peut citer :

#### Jeux de société
- The Creature That Ate Sheboygan (en) (1979, gagnant du Charles S. Roberts Award en tant que Best Fantasy or Science Fiction Game of 1979[11])
- Web and Starship (1984, un jeu de plateau de science-fiction avec combats de vaisseaux spatiaux[12])
- Pax Britannica (1985, gagnant du Charles S. Roberts Award en tant que Best Pre-20th Century Game of 1985[13])

#### Jeux de rôle
- Paranoïa (1984, gagnant du Origins Award en tant que Best Roleplaying Rules of 1984[14])
- Toon (1984, un jeu de rôle humoristique[15]:251)
- The Price of Freedom (1986[15]:256)
- Star Wars: The Roleplaying Game (gagnant du Origins Award en tant que Best Role-playing Rules of 1987[16],[15]:323)
- Violence: The Roleplaying Game of Egregious and Repulsive Bloodshed (en) (1999[17])

#### Jeux vidéo
- MadMaze (en) (1989[18])

Les autres crédits de Costikyan, pour du jeu de rôle, incluent Acute Paranoia (1986) pour Paranoïa:353 et Your Own Private Idaho (1987) pour The Price of Freedom:256.
En outre, Costikyan a publié de nombreux ouvrages sur la conception des jeux et leur rôle dans la culture. Son essai I Have No Words and I Must Design est largement considéré comme une approche conceptuelle pour encadrer la conception de jeux.
Il a travaillé sur la conception de jeux pendant de nombreuses années, notamment en écrivant et en consultant pour Nokia. En septembre 2005, il a quitté Nokia pour rejoindre Johnny Wilson, ancien rédacteur en chef de Computer Gaming World, et fonder la startup d'édition de jeux indépendants Manifesto Games. Il a régulièrement contribué au site web de Manifesto Games, aujourd'hui disparu, et a été rédacteur en chef de leur blog de critiques de jeux, disparu lui aussi, Play This Thing.
En 1997, Costikyan a conçu le jeu vidéo Evolution: The Game of Intelligent Life (en).
En février 2009, il a mis à jour les règles et a réédité son jeu de combat spatial de 1979, Vector 3, sous licence Creative Commons, sous la forme d'un PDF téléchargeable gratuitement.

### Livres
Costikyan a écrit quatre romans. Les deux premiers sont des parodies du genre fantasy : Another Day, Another Dungeon (1990) et sa suite One Quest, Hold the Dragons (1995).
By the Sword (1993) est une autre fantaisie irrévérencieuse sur un jeune barbare qui est forcé par les circonstances de se frayer un chemin dans le vaste monde ; il a été originellement publié en série sur le service en ligne Prodigy.
Son dernier roman, First Contract (en français : Space O.P.A.) (2000), dépeint — avec beaucoup d'humour pince-sans-rire — les vastes changements sociologiques et économiques qui se produisent après l'arrivée d'extraterrestres sur Terre, ainsi que les efforts d'un entrepreneur pour survivre et prendre un nouveau départ.
En 2013, l'ouvrage de Costikyan sur le rôle de l'incertitude dans le développement des jeux, Uncertainty in Games, a été publié par MIT Press. Une édition de poche est sortie par la suite, en 2015  (ISBN 9780262527538).

#### SérieCups and Sorcery
1. (en) Another Day, Another Dungeon, 1990  (ISBN 0-8125-0140-3)
2. (en) One Quest, Hold the Dragons, 1995  (ISBN 0-8125-2269-9)

#### Romans indépendants
- (en) By the Sword, 1993  (ISBN 0-312-85489-7)
- Space O.P.A., 2003 ((en) First Contract, 2000), roman humoristique de science-fiction  (ISBN 0-312-87396-4)

## Récompenses et honneurs
Costikyan est le lauréat de cinq Origins Awards. Il a été intronisé au Adventure Gaming Hall of Fame en 1999.
Le 7 mars 2007, il a reçu le Maverick Award aux Game Developers Choice Awards ; ce prix lui a été décerné pour ses efforts inlassables en vue de créer un canal viable pour les jeux indépendants.